# Castelbarco
I Castelbarco, anche noti come Castelbarco-Albani-Visconti-Simonetta o Castelbarco di Milano (in lingua tedesca Castelbarck/Castelbarch o Kastelwarg) è il nome di un'importante famiglia nobile originaria del vescovado di Trento, elevata al rango ereditario di barone e conte del Sacro Romano Impero. Con il ramo laterale dei Principi di Montignano, la famiglia entrò nei ranghi della nobiltà italiana. Inizialmente legata alla Vallagarina, dominata dai Castelbarco per alcuni secoli, la dinastia s'insediò nel Milanese nel tardo XVII secolo. Diverse linee dei Castelbarco continuano ad esistere in Italia ancora oggi.

## Storia
I Castelbarco furono la famiglia regnante più importante del vescovado di Trento tra XII e XV secolo. Nel momento di massima espansione, a metà del XIV secolo, il loro dominio s'estendeva dal limite settentrionale della Vallagarina fino alla chiusa di Ceraino, fuori dalle porte di Verona, ad ovest sino alle rive del lago di Garda e a est fino alla Val d'Astico, alle porte di Vicenza. Grazie alla posizione del loro territorio al confine tra la parte italiana e quella tedesca del Sacro Romano Impero, la famiglia ebbe un ruolo chiave nelle politiche di quell'importante compagine.

### Origini medievali: i Da Castelbarco
Le origini della famiglia Castelbarco non sono certe. La tesi della provenienza boema fu smentita da Giuseppe Gerola con ricerche svolte tra il 1901 e il 1910 e le prime notizie di una certa fondatezza risalirebbero al 1172/1177 quando, ad Arco, Aldrighetto di Castelbarco avrebbe ucciso il vescovo di Trento Adelpreto II († 1172/1177). Questo fatto tuttavia non è unanimemente riconosciuto, e nella ricostruzione degli eventi è intervenuto anche lo studioso roveretano Girolamo Tartarotti (1706–1761). Il vescovo potrebbe quindi essere morto a Rovereto nel 1177.
I Castelbarco probabilmente furono una famiglia di milites maiores inizialmente feudatari dei vescovi di Trento e, a partire dal XII secolo, iniziarono a manifestare una sempre maggiore autonomia. Il nome della stirpe deriverebbe dal maniero Castel Barco presso Chiusole. L'erede di Aldrighetto, Briano Castelbarco, rafforzò le basi politico-militari della dinastia durante gli anni di crisi del vescovado trentino con Corrado di Beseno (c. 1188–1205). Briano riuscì ad impossessarsi del castello di Avio e di castel Lizzana, garantendo l'insediamento della casata in Vallagarina. Il successore, Azzone Castelbarco, trasformò il sito di Avio, fino ad allora un castello-recinto con mastio, in un grande castello residenziale. Soppresso provvisoriamente il principato vescovile di Trento per volontà dell'imperatore Federico II di Svevia nel 1236, Azzone si alleò con il vicario imperiale Ezzelino III da Romano, iniziando ad allargare il suo potere nell'area vicina alla fortezza di Avio.

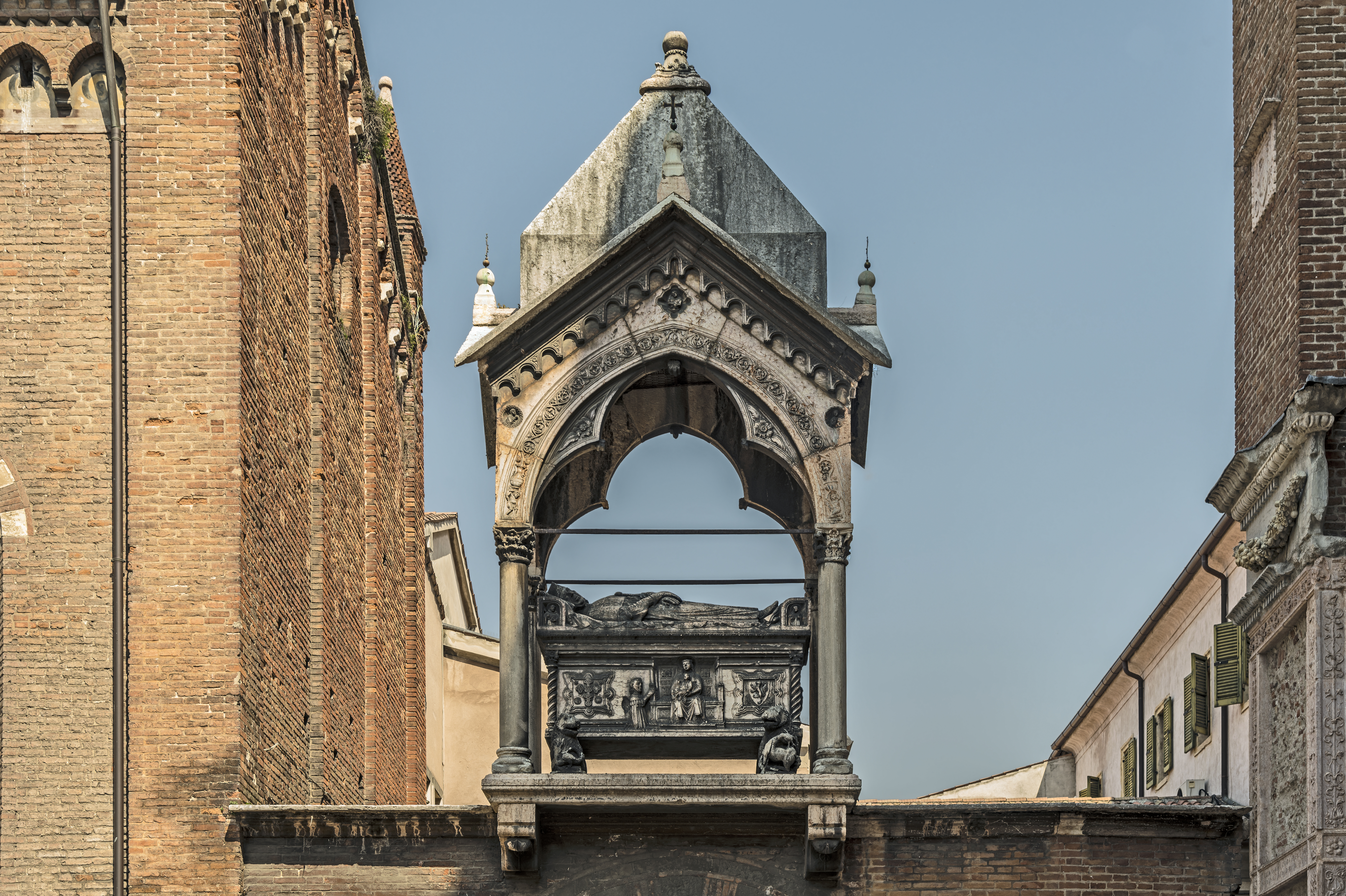
Arca di Guglielmo Castelbarco presso la basilica di Santa Anastasia.

Nel 1265 ad Azzone succedette il primogenito Guglielmo da Castelbarco che proseguì nella politica paterna di marcata indipendenza nei confronti della Chiesa trentina tanto da ricevere una scomunica per tutta la famiglia. Nel 1266 sottrasse ai Castelnuovo il castello di Castellano e tentò senza successo, nel 1301, di sottrarsi al controllo dei sempre più potenti Scaligeri di Verona. Nel 1307 Guglielmo occupò Castel Pietra e Castel Beseno, già appartenuti ai Da Beseno. Avviò la costruzione della basilica di Santa Anastasia a Verona e ospitò Dante Alighieri durante il suo soggiorno presso gli Scaligeri. Nel 1310 Guglielmo accompagnò l'imperatore Enrico VII di Lussemburgo nella sua spedizione italiana, reggendo per suo conto la rocca di Bergamo mentre il corteo imperiale proseguiva verso Roma. Tornato in Trentino riuscì poi ad impadronirsi di castel Corno grazie al matrimonio del fratello Federico Castelbarco con Beatrice Castelcorno e conquistò il maniero di Castelnuovo, strappandolo ai Castelnuovo.
Guglielmo Castelbarco morì senza eredi diretti nel 1320, le sue fortune vennero così spartite tra i nipoti. Aldrighetto Castelbarco divenne signore di Lizzana, Rovereto (fu forse lui ad avviare la costruzione del castello cittadino), Pietra e Beseno. Ampliò poi i suoi domini acquistando (1324) le proprietà dei signori di Gardumo in Val di Gresta. Con la generazione dei nipoti di Aldrighetto originò una frammentazione dei domini familiari. Dai figli di Federico Castelbarco, figlio di Aldrighetto, originarono le linee dei Castelbarco di Gresta e dei Castelbarco di Albano e Nomesino.
Al volgere dell'età medievale, la schiatta dei Castelbarco continua a sfornare condottieri: tale Azzone Castelbarco figura tra gli allievi del grande maestro di scrima (scherma tradizionale italiana) Fiore dei Liberi (1350-1420). Da un punto di vista politico, i Castelbarco sono ormai più impegnati a difendere i loro domini dagli appetiti delle potenze che si contendono le terre gravitanti intorno all'arco alpino orientale, la Repubblica di Venezia e gli Asburgo, che a tentare di costituire un principato autonomo. Alla pari dei conti Lodron, cui spesso si imparentarono, i Castelbarco dovettero barcamenarsi tra la Serenissima e i conti del Tirolo per tutto il XV secolo. Nel 1405, Venezia estendeva infatti il suo protettorato sulla Val Lagarina e nel 1411 Azzone Castelbarco, signore di Avio, Ala, Brentonico e parte di Mori, lasciò in eredità i suoi feudi alla Serenissima: da questo lascito ebbero origine i "Quattro Vicariati" della Val Lagarina.

### Rinascimento: i Castelbarco tra Venezia e gli Asburgo

Stemma araldico della famiglia Castelbarco presso il transetto meridionale della cattedrale di Trento

Nel 1441 Venezia conquistò e demolì i castelli castrobarcensi di Lizzana, Albano e Nomesino, che non vennero più ricostruiti; le giurisdizioni, equivalenti alla porzione orientale della Val di Gresta e Mori, passarono sotto la Serenissima. Nel febbraio del 1456 i due fratelli Giorgio e Pietro Lodron, sobillati da Giorgio Hack, vescovo di Trento, occuparono quattro castelli di Giovanni Castelbarco: il Castello di Castelnuovo di Noarna, il Castello di Castellano, Castel Corno e il Castello di Nomi. Castelnuovo e Castellano passarono sotto l'egida dei Lodron e nacque così il Feudo di Castellano-Castelnuovo, mentre Castel Corno e Nomi andarono al principe-vescovo.
Nel 1497 Antonio Castelbarco, già alleato dei veneziani, risolse di schierarsi al fianco degli Asburgo e accettò l'investitura da Massimiliano I d'Asburgo, conte del Tirolo. Nel 1508, mentre la Lega di Cambrai voluta dall'Asburgo combatteva i veneziani, la popolazione della Val di Gresta scacciò le truppe della Serenissima ma fu solo a seguito della Battaglia di Agnadello (14 maggio 1509) che la Vallagarina e il basso Trentino si liberarono dei veneti passando sotto il dominio austriaco. I Castelbarco di Gresta, unico ramo sopravvissuto dell'antica famiglia, rimasero padroni delle giurisdizioni tirolesi di Castelbarco e Gresta: quest'ultima comprendeva i paesi di Ronzo, Chienis, Varano, Pannone e Valle; Mori era uno dei "Quattro Vicariati", con Ala, Avio e Brentonico, la cui giurisdizione era vescovile.

### Seicento: crisi e rinascita del casato
Nella seconda metà del XVII secolo, la storia dei Castelbarco subì un radicale mutamento. Nel 1652 il feudo avito di Castelbarco passò ai Lodron. Nel 1654, mancando eredi maschi al principe-vescovo Carlo Emanuele Madruzzo di Trento, l'imperatore Ferdinando III si dimostrò favorevole a riconoscere gli antichi diritti dei Castelbarco sulla Val Lagarina. Nel 1663, i "Quattro Vicariati" vennero resi ai conti Carlo, Francesco (1620–1695) e Giovanni Battista Castelbarco, figli del conte Scipione Castelbarco. Sede dinastiale divenne il Palazzo Castelbarco di Loppio. Giovanni Battista Castelbarco (1657–1713) sposò Clarice Rangoni ma non ebbe figli. Nel 1699 fu ambasciatore plenipotenziario dell'imperatore Leopoldo I (r. 1658–1701) e, anni dopo, il primo governatore asburgico del ducato di Mantova dopo il suo ritorno all'Impero (1708). Il fratello Sigismondo Carlo Castelbarco (1661–1708) divenne principe-vescovo di Chiemsee.
Il terzo fratello Scipione Giuseppe Castelbarco (1665–1731), sposò Costanza Visconti nel 1696. Essa era figlia ed erede di Cesare Visconti, marchese di Cislago, conte di Gallarate e grande di Spagna, ultimo del ramo dei Visconti di Cislago. Il matrimonio aumentò considerevolmente la ricchezza di Giuseppe Scipione, che ereditò il marchesato di Cislago, la contea di Gallarate (che comprendeva Gallarate, Ferno, Samarate, Cassina Verghera, Bolladello, Solbiate sopra l'Arno, Peveranza, Arnate, Cedrate, Santo Stefano e Cardano) a cui era unito il Grandato di Spagna di Prima Classe, le consignorie di Somma, Crenna ed Agnadello, e il feudo di Quinzano con Montonate, Villa in parte, San Pancrazio, Vizzola, Cimbro e Cuvirone per metà, sempre nel territorio di Varese. Giuseppe Scipione fu consigliere dell'imperatore Carlo VI e suo ambasciatore al Duca di Savoia. La ricchezza e il potere dei Castelbarco al volgere del Seicento viene ben testimoniata dal loro possesso di quattro strumenti realizzati dal maestro liutaio Stradivari: tre violini (1685, 1699 e 1714, quest'ultimo tramutato in una viola dal liutaio Jean-Baptiste Vuillaume) e un violoncello datato 1697.

### Settecento: i Castelbarco-Visconti-Simonetta

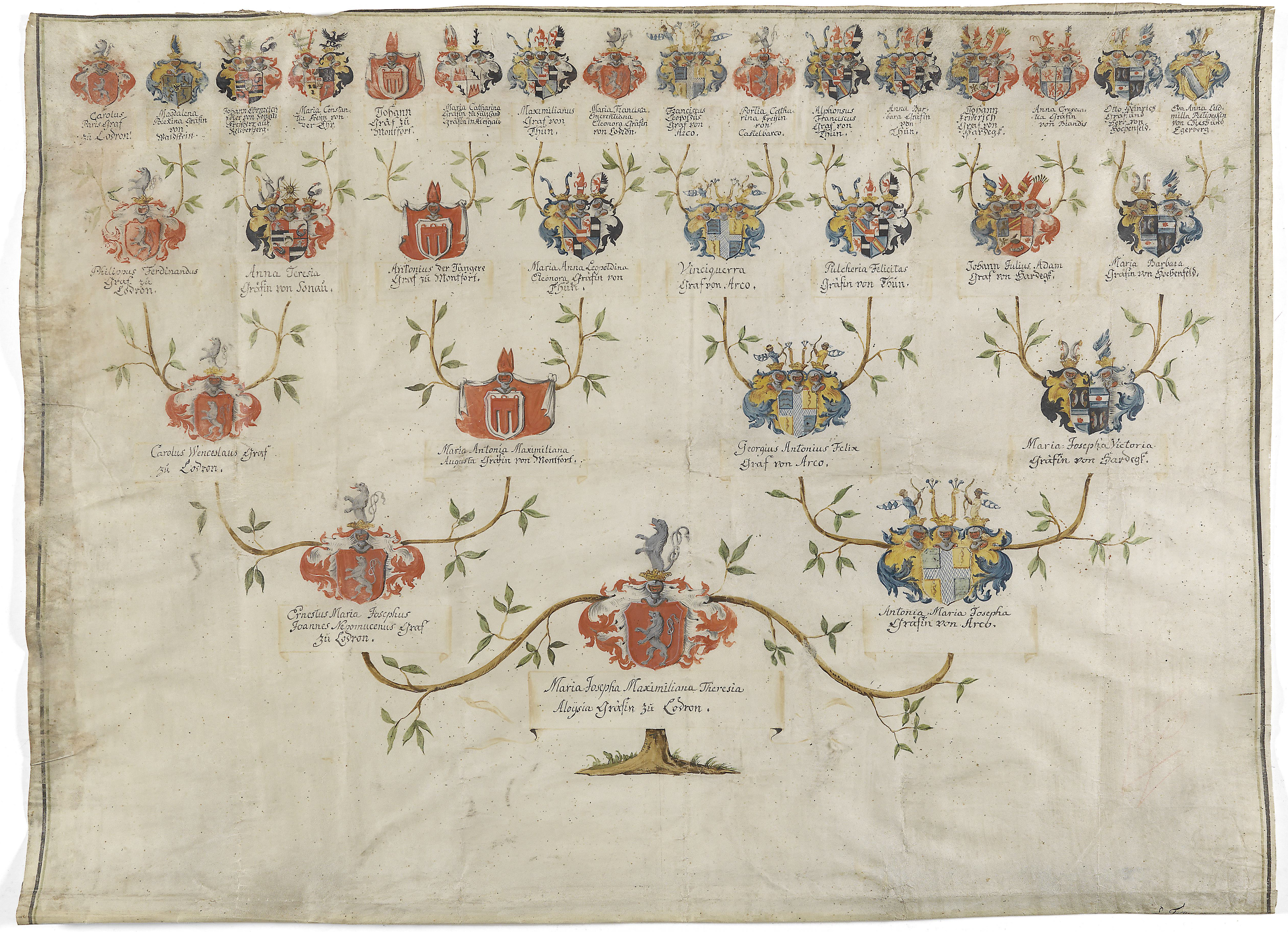
Stemmi di Porzi Caterina Castelbarco e suo marito Conte Francesco Leopoldo D'Arco visualizzato su una carta degli antenati del XVIII secolo.

Gli scontri della Guerra di Successione Spagnola (1701–1714) videro Scipione Giuseppe Castelbarco impegnato a servire gli Asburgo, prima Giuseppe I (r. 1701–1711) e poi Carlo VI (r. 1711–1740), come ambasciatore presso le corti del Nord-Italia, mentre i suoi possedimenti trentini, tra cui anche il palazzo dinastico di Loppio, venivano distrutti dalle truppe francesi (1703).
Bisognoso di alleanze in una Milano da poco passata sotto il dominio austriaco (v. Trattato di Utrecht), Scipione Giuseppe risolse di legarsi ai Simonetta, famiglia nobile oriunda della Calabria insediatasi da tre secoli nel territorio milanese con ottimi agganci politici. Teresa Castelbarco (1704–1768), figlia di Scipione e Costanza Visconti, venne data in sposa ad Antonio Simonetta (1693–1759), ciambellano degli Asburgo in Milano, e sposò poi in seconde nozze, morganaticamente, Francesco III d'Este, Duca di Modena e Reggio e feudatario di Varese vita natural durante. Carlo Francesco Ercole Castelbarco (1699–1734), fratello di Teresa, ottenne dall'imperatore Carlo VI investitura dei feudi viscontei materni, divenendo marchese di Cislago (1716), e proseguì nella scelta paterna di alleanza con i Simonetta. Fu ufficiale nell'esercito di Eugenio di Savoia al servizio di Carlo VI. Nominato colonnello nel 1731 divenne aiutante generale del maresciallo de Mercy, morendo però nella battaglia della Crocetta presso Parma nel 1734. Il 2 giugno 1749, Cesare Ercole Castelbarco (1730–1755), figlio di Carlo Francesco Ercole, sposò la cugina Francesca Simonetta (1731–1796), nata dal matrimonio Castelbarco-Simonetta, sancendo l'unione dei due casati. Il matrimonio fruttò ai Castelbarco anche il possesso della Villa Contessa, grossa proprietà dei Simonetta nel territorio di Vaprio d'Adda tenuto in locazione dalla chiesa di Milano.

### Ottocento: i Castelbarco-Albani
All'epoca del conte Cesare Pompeo Castelbarco (1782–1860), figlio di Carlo Ercole Castelbarco (1750–1814) del fu Cesare Ercole e di Maria Litta Visconti Arese (1761–1815) e compositore di discreti meriti, i Castelbarco vivevano ormai gran parte dell'anno a Milano o nelle loro vaste proprietà in Lombardia (oltre alla Villa Contessa entrarono anche in possesso di un vasto stabile ad Imbersago e della villa-castello dei Visconti di Cislago). Le giurisdizioni feudali trentine venivano gestite da capitani e vicari, mentre le proprietà familiari erano affidate ad amministratori.
Il 15 giugno 1831 il conte Carlo Castelbarco  (1808–1880), figlio di Cesare Pompeo, sposò Antonia Litta Albani (1814–1855), ottenendone in dote Villa Albani a Roma e il diritto al doppio cognome Castelbarco-Albani per gli eredi a seguito dell'infeudazione (1848-1858) di Montignano Albani. I Castelbarco-Albani ottennero il titolo principesco nel 1848, riconosciuto sia in Italia sia in Austria.

### Novecento: i Castelbarco-Pindemonte-Rezzonico
Emanuele Castelbarco Visconti Simonetta (poeta, pittore, organizzatore culturale e mecenate), marito di Ercolina Erba (nipote ex fratre di Carlo Erba), con R.D. 29/02/1912, aggiunse il cognome della madre, Maria Luigia Pindemonte Rezzonico, dando vita al ramo Castelbarco-Pindemonte-Rezzonico.

## Castelli, palazzi e ville
| Immagine | Struttura                                      | Località                    | Costruzione | Appaltatore | Note |
|          | Castel Barco                                   | Pomarolo                    |             |             | Nel XII secolo una casatorre poligonale recintata per controllare il dazio, trasformata nel XV secolo in un castello vero e proprio. |
|          | Castello del Buonconsiglio                     | Trento                      |             |             | |
|          | Castello di Avio                               | Avio                        |             |             | Conquista feudale di Briano Castelbarco.                                                                                             |
|          | Castello di Castellano                         | Castellano (Villa Lagarina) |             |             | |
|          | Castello della Torre Franca                    | Mattarello (Trento)         |             |             | |
|          | Castello di Cislago                            | Cislago                     |             |             | Passato ai Castelbarco con il feudo nel 1716.                                                                                        |
|          | Castello di Rovereto                           | Rovereto                    |             |             | |
|          | Castel Lizzana                                 | Lizzana (Rovereto)          |             |             | Altra conquista feudale di Briano Castelbarco.                                                                                       |
|          | Castel Penede                                  | Nago (Nago-Torbole)         |             |             | |
|          | Villa Albani                                   | Roma                        |             |             | |
|          | Villa Castelbarco (Loppio)                     | Loppio                      |             |             | |
|          | Villa Imperiale                                | Pesaro                      |             |             | Passata agli Albani nel 1777. |
|          | Villa Pindemonte-Castelbarco                   | Imbersago                   |             |             | |
|          | Villa Simonetta Castelbarco-Albani Quintavalle | Vaprio d'Adda               |             |             | |

## Albero genealogico

### Da Federico, I signore di Castelbarco
|                                                                             |                                                                             |                                                               |                                                               |                                        |                                           |                                           |                                               |                                               |                                    |                                                                 |                                                                 |                                    |                                   |                 |                |                |
|                                                                             |                                                                             |                                                               |                                                               |                                        |                                           |                                           |                                               |                                               |                                    |                                                                 | Federico, I signore di Castelbarco †1171 ?                      |                                    |                                   |                 |                |                |
|                                                                             |                                                                             |                                                               |                                                               |                                        |                                           |                                           |                                               |                                               |                                    |                                                                 |                                                                 |                                    |                                   |                 |                |                |
|                                                                             |                                                                             |                                                               |                                                               |                                        |                                           |                                           |                                               |                                               |                                    |                                                                 |                                                                 |                                    |                                   |                 |                |                |
|                                                                             |                                                                             |                                                               |                                                               |                                        |                                           |                                           |                                               |                                               |                                    |                                                                 | Aldrighetto, II signore di Castelbarco †1198 ?                  |                                    |                                   |                 |                |                |
|                                                                             |                                                                             |                                                               |                                                               |                                        |                                           |                                           |                                               |                                               |                                    |                                                                 |                                                                 |                                    |                                   |                 |                |                |
|                                                                             |                                                                             |                                                               |                                                               |                                        |                                           |                                           |                                               |                                               |                                    |                                                                 |                                                                 |                                    |                                   |                 |                |                |
|                                                                             |                                                                             |                                                               |                                                               |                                        |                                           |                                           |                                               |                                               |                                    | Briano, III signore di Castelbarco *1192 †1234 ?                | Briano, III signore di Castelbarco *1192 †1234 ?                | Bonifacio †1238 canonico a Trento  | Bonifacio †1238 canonico a Trento |                 |                |                |
|                                                                             |                                                                             |                                                               |                                                               |                                        |                                           |                                           |                                               |                                               |                                    |                                                                 |                                                                 |                                    |                                   |                 |                |                |
|                                                                             |                                                                             |                                                               |                                                               |                                        |                                           |                                           |                                               |                                               |                                    |                                                                 |                                                                 |                                    |                                   |                 |                |                |
|                                                                             |                                                                             |                                                               |                                                               |                                        | Azzone, IV signore di Castelbarco †1263 ? | Azzone, IV signore di Castelbarco †1263 ? | Aldrighetto, I signore di Castelcorno †1263 ? | Aldrighetto, I signore di Castelcorno †1263 ? | Guglielmo †1256 ?                  | Guglielmo †1256 ?                                               | Federico †1259 Adelasia von Lodron                              | Federico †1259 Adelasia von Lodron | Tommaso *? †? ?                   | Tommaso *? †? ? | Briano *? †? ? | Briano *? †? ? |
|                                                                             |                                                                             |                                                               |                                                               |                                        |                                           |                                           |                                               |                                               |                                    |                                                                 |                                                                 |                                    |                                   |                 |                |                |
|                                                                             |                                                                             |                                                               |                                                               |                                        |                                           |                                           |                                               |                                               |                                    |                                                                 |                                                                 |                                    |                                   |                 |                |                |
| Guglielmo, V signore di Castelbarco †1319 Speronella di Viviano senza eredi | Guglielmo, V signore di Castelbarco †1319 Speronella di Viviano senza eredi | Bonifacio †1279 Caracosa di Lendinara senza eredi             | Bonifacio †1279 Caracosa di Lendinara senza eredi             | Federico †1279 Beatrice di Castelcorno | Federico †1279 Beatrice di Castelcorno    | Alberto †1265 Beatrice di Castelcorno     | Alberto †1265 Beatrice di Castelcorno         | Leonardo †1271 Sofia di Lizzana               | Leonardo †1271 Sofia di Lizzana    | Beatrice *? †? Enrico IV da Egna                                | Beatrice *? †? Enrico IV da Egna                                |                                    |                                   |                 |                |                |
|                                                                             |                                                                             |                                                               |                                                               |                                        |                                           |                                           |                                               |                                               |                                    |                                                                 |                                                                 |                                    |                                   |                 |                |                |
|                                                                             |                                                                             |                                                               |                                                               |                                        |                                           |                                           |                                               |                                               |                                    |                                                                 |                                                                 |                                    |                                   |                 |                |                |
|                                                                             |                                                                             | Aldrighetto, I signore di Lizzana †1323 Elsbet von Eschenloch | Aldrighetto, I signore di Lizzana †1323 Elsbet von Eschenloch | Azzone †1314 ?                         | Azzone †1314 ?                            | Bonifacio †1314 ?                         | Bonifacio †1314 ?                             | Floridiana *? †? Nikolaus von Metz            | Floridiana *? †? Nikolaus von Metz | Maria *? †? 1.Wilhelm von Brunnenberg 2.Otto von Schlandersberg | Maria *? †? 1.Wilhelm von Brunnenberg 2.Otto von Schlandersberg |                                    |                                   |                 |                |                |

### Da Aldrighetto, I signore di Lizzana
|                                         |                                                |                                                           |                                                                              |                                                                              |                                                               |                                                               |                                               |                                             |                                             |                               |                               |                                        |                                        |
|                                         |                                                |                                                           |                                                                              |                                                                              |                                                               | Aldrighetto, I signore di Lizzana †1323 Elsbet von Eschenloch |                                               |                                             |                                             |                               |                               |                                        |                                        |
|                                         |                                                |                                                           |                                                                              |                                                                              |                                                               |                                                               |                                               |                                             |                                             |                               |                               |                                        |                                        |
|                                         |                                                |                                                           |                                                                              |                                                                              |                                                               |                                                               |                                               |                                             |                                             |                               |                               |                                        |                                        |
| Marcabruno, I signore di Beseno †1386 ? | Marcabruno, I signore di Beseno †1386 ?        | Azzone, VI signore di Castelbarco †1363 Sofia Della Scala | Azzone, VI signore di Castelbarco †1363 Sofia Della Scala                    | Federico, I signore di Gresta †1351 Adelaide von Matsch                      | Federico, I signore di Gresta †1351 Adelaide von Matsch       | Guglielmo, VII signore di Castelbarco †1330 ?                 | Guglielmo, VII signore di Castelbarco †1330 ? | Beatrice †1330 Niccolò d'Arco, conte d'Arco | Beatrice †1330 Niccolò d'Arco, conte d'Arco | Agnese *? †? Seiano da Saiano | Agnese *? †? Seiano da Saiano | Elisabetta *? †? Rudolf von Niederthor | Elisabetta *? †? Rudolf von Niederthor |
|                                         |                                                |                                                           |                                                                              |                                                                              |                                                               |                                                               |                                               |                                             |                                             |                               |                               |                                        |                                        |
|                                         |                                                |                                                           |                                                                              |                                                                              |                                                               |                                                               |                                               |                                             |                                             |                               |                               |                                        |                                        |
|                                         |                                                |                                                           | Aldrighetto, II signore di Gresta †1365 Caterina Della Scala                 | Aldrighetto, II signore di Gresta †1365 Caterina Della Scala                 | Armano, I signore di Albano †1376 ?                           | Armano, I signore di Albano †1376 ?                           |                                               |                                             |                                             |                               |                               |                                        |                                        |
|                                         |                                                |                                                           |                                                                              |                                                                              |                                                               |                                                               |                                               |                                             |                                             |                               |                               |                                        |                                        |
|                                         |                                                |                                                           |                                                                              |                                                                              |                                                               |                                                               |                                               |                                             |                                             |                               |                               |                                        |                                        |
|                                         | Guglielmo †1365 ?                              | Guglielmo †1365 ?                                         | Marcabruno, III signore di Gresta †1437 Fina ?                               | Marcabruno, III signore di Gresta †1437 Fina ?                               | Antonio †1405 ?                                               | Antonio †1405 ?                                               |                                               |                                             |                                             |                               |                               |                                        |                                        |
|                                         |                                                |                                                           |                                                                              |                                                                              |                                                               |                                                               |                                               |                                             |                                             |                               |                               |                                        |                                        |
|                                         |                                                |                                                           |                                                                              |                                                                              |                                                               |                                                               |                                               |                                             |                                             |                               |                               |                                        |                                        |
|                                         | Armano †1437 ?                                 | Armano †1437 ?                                            | Federico, IV signore di Gresta †1444 Elisabetta Fracastoro                   | Federico, IV signore di Gresta †1444 Elisabetta Fracastoro                   | Elisabetta †1444 Uguccione di Thiene                          | Elisabetta †1444 Uguccione di Thiene                          |                                               |                                             |                                             |                               |                               |                                        |                                        |
|                                         |                                                |                                                           |                                                                              |                                                                              |                                                               |                                                               |                                               |                                             |                                             |                               |                               |                                        |                                        |
|                                         |                                                |                                                           |                                                                              |                                                                              |                                                               |                                                               |                                               |                                             |                                             |                               |                               |                                        |                                        |
|                                         |                                                | Antonio, V signore di Gresta †1497 Nostra von Lodron      | Antonio, V signore di Gresta †1497 Nostra von Lodron                         | Anna *? †? Alessandro d'Arco                                                 | Anna *? †? Alessandro d'Arco                                  |                                                               |                                               |                                             |                                             |                               |                               |                                        |                                        |
|                                         |                                                |                                                           |                                                                              |                                                                              |                                                               |                                                               |                                               |                                             |                                             |                               |                               |                                        |                                        |
|                                         |                                                |                                                           |                                                                              |                                                                              |                                                               |                                                               |                                               |                                             |                                             |                               |                               |                                        |                                        |
| Giorgio † Infante                       | Giorgio † Infante                              | Marcabruno, VI signore di Gresta †1514 ?                  | Marcabruno, VI signore di Gresta †1514 ?                                     | Nicolò, VII signore e I barone di Gresta †1543 Origa Saratico                | Nicolò, VII signore e I barone di Gresta †1543 Origa Saratico |                                                               |                                               |                                             |                                             |                               |                               |                                        |                                        |
|                                         |                                                |                                                           |                                                                              |                                                                              |                                                               |                                                               |                                               |                                             |                                             |                               |                               |                                        |                                        |
|                                         |                                                |                                                           |                                                                              |                                                                              |                                                               |                                                               |                                               |                                             |                                             |                               |                               |                                        |                                        |
|                                         | Antonio, II barone di Gresta †1568 senza eredi | Antonio, II barone di Gresta †1568 senza eredi            | Federico, III barone di Gresta †1573 1.Ludovica von Lodron 2.Porzia Avogadro | Federico, III barone di Gresta †1573 1.Ludovica von Lodron 2.Porzia Avogadro | Nostra *? †? Vinciguerra d'Arco, conte d'Arco                 | Nostra *? †? Vinciguerra d'Arco, conte d'Arco                 | Laura †1543 ?                                 | Laura †1543 ?                               |                                             |                               |                               |                                        |                                        |

### Da Federico, III barone di Gresta
|                                                       |                                                       | | |                                                           |                                                           |                                                      |                                                                              |                                                            |                                                            |                                                                                  |                                                                                  |                                                                                      |                                                                                      |                                  |                                  |
|                                                       |                                                       | | |                                                           |                                                           |                                                      | Federico, III barone di Gresta †1573 1.Ludovica von Lodron 2.Porzia Avogadro |                                                            |                                                            |                                                                                  |                                                                                  |                                                                                      |                                                                                      |                                  |                                  |
|                                                       |                                                       | | |                                                           |                                                           |                                                      |                                                                              |                                                            |                                                            |                                                                                  |                                                                                  |                                                                                      |                                                                                      |                                  |                                  |
|                                                       |                                                       | | |                                                           |                                                           |                                                      |                                                                              |                                                            |                                                            |                                                                                  |                                                                                  |                                                                                      |                                                                                      |                                  |                                  |
| 2.Eleonora †1573 Girolamo von Lodron, conte di Lodron | 2.Eleonora †1573 Girolamo von Lodron, conte di Lodron | 2.Antonio, IV barone di Gresta †1605 senza eredi                                                      | 2.Antonio, IV barone di Gresta †1605 senza eredi                                                      | 2.Giovanni Battista, V barone di Gresta †1605 senza eredi | 2.Giovanni Battista, V barone di Gresta †1605 senza eredi | 2.Scipione, VI barone di Gresta †1620 Laura Galvagni | 2.Scipione, VI barone di Gresta †1620 Laura Galvagni                         | 2.Giulio Cesare †1605                                      | 2.Giulio Cesare †1605                                      | 2.Lucrezia *? †? Orazio Pallavicino                                              | 2.Lucrezia *? †? Orazio Pallavicino                                              | 2.Auriga †1651 1.Antonio d'Arco, conte d'Arco 2.Ludovico von Lodron, conte di Lodron | 2.Auriga †1651 1.Antonio d'Arco, conte d'Arco 2.Ludovico von Lodron, conte di Lodron | 2.Silvia *? †? Lucillo de Tassis | 2.Silvia *? †? Lucillo de Tassis |
|                                                       |                                                       | | |                                                           |                                                           |                                                      |                                                                              |                                                            |                                                            |                                                                                  |                                                                                  |                                                                                      |                                                                                      |                                  |                                  |
|                                                       |                                                       | | |                                                           |                                                           |                                                      |                                                                              |                                                            |                                                            |                                                                                  |                                                                                  |                                                                                      |                                                                                      |                                  |                                  |
|                                                       |                                                       | Francesco, VII barone di Gresta e I conte di Castelbarco †1695 Claudia Dorotea Emerenziana von Lodron | Francesco, VII barone di Gresta e I conte di Castelbarco †1695 Claudia Dorotea Emerenziana von Lodron | Giovanni Battista †1643                                   | Giovanni Battista †1643                                   | Carlo †1689                                          | Carlo †1689                                                                  | Porzia Caterina †1679 Franz Leopold von Arco, conte d'Arco | Porzia Caterina †1679 Franz Leopold von Arco, conte d'Arco | Laura *? †? 1.Vincenzo Caffino 2.Odoardo Valenti Gonzaga, I marchese di Montilio | Laura *? †? 1.Vincenzo Caffino 2.Odoardo Valenti Gonzaga, I marchese di Montilio |                                                                                      |                                                                                      |                                  |                                  |

### Da Francesco Castelbarco, VII barone di Gresta e I conte di Castelbarco
|                                                                       |                                                                       |                              |                              |                                                                        |                                                                        | | |                                |                                |                                   |                                   |                             |                             |
|                                                                       |                                                                       |                              |                              |                                                                        |                                                                        | Francesco, VII barone di Gresta e I conte di Castelbarco †1695 Claudia Dorotea Emerenziana von Lodron                                    | |                                |                                |                                   |                                   |                             |                             |
|                                                                       |                                                                       |                              |                              |                                                                        |                                                                        | | |                                |                                |                                   |                                   |                             |                             |
|                                                                       |                                                                       |                              |                              |                                                                        |                                                                        | | |                                |                                |                                   |                                   |                             |                             |
| Giovanni Battista, II conte di Castelbarco *1657 †1713 Chiara Rangoni | Giovanni Battista, II conte di Castelbarco *1657 †1713 Chiara Rangoni | Cristoforo †1660 senza eredi | Cristoforo †1660 senza eredi | Sigismondo, I principe del Sacro Romano Impero *1661 †1708 senza eredi | Sigismondo, I principe del Sacro Romano Impero *1661 †1708 senza eredi | Scipione Giuseppe, III conte di Castelbarco, I marchese ex uxor di Cislago *1665 †1731 Costanza Visconti di Cislago Castelbarco Visconti | Scipione Giuseppe, III conte di Castelbarco, I marchese ex uxor di Cislago *1665 †1731 Costanza Visconti di Cislago Castelbarco Visconti | Caterina *? †? Federico Serego | Caterina *? †? Federico Serego | Laura *? †? Alessandro Arrivabene | Laura *? †? Alessandro Arrivabene | Claudia *? †? Teodoro Prato | Claudia *? †? Teodoro Prato |

#### Ramo di Giovanni Battista, II conte di Castelbarco
|                    |                    |                    |                                                                       |                                                                     |                                                                     |                                                                   |                                                                   |
|                    |                    |                    | Giovanni Battista, II conte di Castelbarco *1657 †1713 Chiara Rangoni |                                                                     |                                                                     |                                                                   |                                                                   |
|                    |                    |                    |                                                                       |                                                                     |                                                                     |                                                                   |                                                                   |
|                    |                    |                    |                                                                       |                                                                     |                                                                     |                                                                   |                                                                   |
| Lucrezia † Infante | Lucrezia † Infante | Felicita † Infante | Felicita † Infante                                                    | Bradamante †1731 Claudio Giovanni Rangoni, conte di Castelcrescente | Bradamante †1731 Claudio Giovanni Rangoni, conte di Castelcrescente | Francesca *? †? Odoardo Valenti Gonzaga, III marchese di Montilio | Francesca *? †? Odoardo Valenti Gonzaga, III marchese di Montilio |

#### Ramo di Scipione Giuseppe Castelbarco, III conte di Castelbarco, I marcheseex uxordi Cislago
|                                                                                         |                                                                                         |                                                                               |                                                                               |                                                                                      |                                                                                      | | | | |                                                                      |                                                              |
|                                                                                         |                                                                                         |                                                                               |                                                                               |                                                                                      |                                                                                      | Scipione Giuseppe, III conte di Castelbarco, I marchese ex uxor di Cislago *1665 †1731 Costanza Visconti di Cislago Castelbarco Visconti | | | |                                                                      |                                                              |
|                                                                                         |                                                                                         |                                                                               |                                                                               |                                                                                      |                                                                                      | | | | |                                                                      |                                                              |
|                                                                                         |                                                                                         |                                                                               |                                                                               |                                                                                      |                                                                                      | | | | |                                                                      |                                                              |
|                                                                                         |                                                                                         | Maria Giuseppa *1698 †? Costanzo d'Adda, marchese di San Giovanni in Pomesana | Maria Giuseppa *1698 †? Costanzo d'Adda, marchese di San Giovanni in Pomesana | Carlo Francesco Ercole, II marchese di Cislago *1699 †1734 Josepha de Silva y Alagon | Carlo Francesco Ercole, II marchese di Cislago *1699 †1734 Josepha de Silva y Alagon | Elena † Infante | Elena † Infante                                                                                      | Maria Teresa *1704 †1768 1.Antonio Simonetta, conte di Torricella 2.Francesco III d'Este, duca di Modena | Maria Teresa *1704 †1768 1.Antonio Simonetta, conte di Torricella 2.Francesco III d'Este, duca di Modena | Eleonora *1705 †? Giovanni Pietro Orrigoni, marchese di Ello         | Eleonora *1705 †? Giovanni Pietro Orrigoni, marchese di Ello |
|                                                                                         |                                                                                         |                                                                               |                                                                               |                                                                                      |                                                                                      | | | | |                                                                      |                                                              |
|                                                                                         |                                                                                         |                                                                               |                                                                               |                                                                                      |                                                                                      | | | | |                                                                      |                                                              |
|                                                                                         |                                                                                         | Carolina *1727 †1810                                                          | Carolina *1727 †1810                                                          | Maria Costanza *1728 †1783 Lodovico Trotti Bentivoglio, III marchese di Fresonara    | Maria Costanza *1728 †1783 Lodovico Trotti Bentivoglio, III marchese di Fresonara    | Carlo Ercole, III marchese di Cislago *1730 †1753 Francesca Simonetta Simonetta Castelbarco Visconti                                     | Carlo Ercole, III marchese di Cislago *1730 †1753 Francesca Simonetta Simonetta Castelbarco Visconti | | |                                                                      |                                                              |
|                                                                                         |                                                                                         |                                                                               |                                                                               |                                                                                      |                                                                                      | | | | |                                                                      |                                                              |
|                                                                                         |                                                                                         |                                                                               |                                                                               |                                                                                      |                                                                                      | | | | |                                                                      |                                                              |
|                                                                                         |                                                                                         |                                                                               | Cesare Ercole, IV marchese di Cislago *1750 †1814 Maria Litta Visconti Arese  | Cesare Ercole, IV marchese di Cislago *1750 †1814 Maria Litta Visconti Arese         | Giuseppe *1752 †1804 senza eredi                                                     | Giuseppe *1752 †1804 senza eredi | Teresa *1753 †1821 Gian Galeazzo Serbelloni, IV duca di San Gabrio                                   | Teresa *1753 †1821 Gian Galeazzo Serbelloni, IV duca di San Gabrio                                       | Francesca *1781 †? 1.Francesco Durazzo, marchese 2.Geronimo de' Mari                                     | Francesca *1781 †? 1.Francesco Durazzo, marchese 2.Geronimo de' Mari |                                                              |
|                                                                                         |                                                                                         |                                                                               |                                                                               |                                                                                      |                                                                                      | | | | |                                                                      |                                                              |
|                                                                                         |                                                                                         |                                                                               |                                                                               |                                                                                      |                                                                                      | | | | |                                                                      |                                                              |
| Cesare Pompeo, V marchese di Cislago *1782 †1860 Maria Gerolamina Freganeschi Marquieti | Cesare Pompeo, V marchese di Cislago *1782 †1860 Maria Gerolamina Freganeschi Marquieti | Elisabetta *1784 †1808 Giacomo Benedetto Mellerio, conte di Albiate           | Elisabetta *1784 †1808 Giacomo Benedetto Mellerio, conte di Albiate           | Giuseppe Scipione */†1787                                                            | Giuseppe Scipione */†1787                                                            | Luigia *1788 †1792 | Luigia *1788 †1792                                                                                   | | |                                                                      |                                                              |

##### Da Cesare Pompeo Castelbarco, V marchese di Cislago
|                         |                                    | | | | | | |                                                                                                |                                                                                                |                                                                        |                                                                        | | |                                           |                                           |                                                                                         |                                 |                                                                                          |                                                                                          |                                                                                         |                                                                                         |                                       |
|                         |                                    | | | | | | |                                                                                                |                                                                                                |                                                                        |                                                                        | | |                                           |                                           | Cesare Pompeo, V marchese di Cislago *1782 †1860 Maria Gerolamina Freganeschi Marquieti |                                 |                                                                                          |                                                                                          |                                                                                         |                                                                                         |                                       |
|                         |                                    | | | | | | |                                                                                                |                                                                                                |                                                                        |                                                                        | | |                                           |                                           |                                                                                         |                                 |                                                                                          |                                                                                          |                                                                                         |                                                                                         |                                       |
|                         |                                    | | | | | | |                                                                                                |                                                                                                |                                                                        |                                                                        | | |                                           |                                           |                                                                                         |                                 |                                                                                          |                                                                                          |                                                                                         |                                                                                         |                                       |
|                         |                                    | | | | | | |                                                                                                |                                                                                                |                                                                        |                                                                        | Carlo, VI marchese di Cislago, Principe Romano *1808 †1880 1.Antonietta Maria Litta Visconti Arese Principessa Albani 2.Antonia Lottiroli Simonetta Castelbarco Albani Visconti | Carlo, VI marchese di Cislago, Principe Romano *1808 †1880 1.Antonietta Maria Litta Visconti Arese Principessa Albani 2.Antonia Lottiroli Simonetta Castelbarco Albani Visconti |                                           |                                           | Maria Beatrice */†1810                                                                  | Maria Beatrice */†1810          |                                                                                          |                                                                                          | Giuseppe *1813 †1875 1.Edoarda Gallarati Scotti 2.Minerva Mancini                       | Giuseppe *1813 †1875 1.Edoarda Gallarati Scotti 2.Minerva Mancini                       |                                       |
|                         |                                    | | | | | | |                                                                                                |                                                                                                |                                                                        |                                                                        | | |                                           |                                           |                                                                                         |                                 |                                                                                          |                                                                                          |                                                                                         |                                                                                         |                                       |
|                         |                                    | | | | | | |                                                                                                |                                                                                                |                                                                        |                                                                        | | |                                           |                                           |                                                                                         |                                 |                                                                                          |                                                                                          |                                                                                         |                                                                                         |                                       |
|                         |                                    | | | | | Maria *1832 †1879 Giacomo Brivio Sforza, marchese di Santa Maria in Prato                                  | Maria *1832 †1879 Giacomo Brivio Sforza, marchese di Santa Maria in Prato                                  | Cesare, VII marchese di Cislago, I principe di Montignano *1834 †1890 Cristina Cicogna Mozzoni | Cesare, VII marchese di Cislago, I principe di Montignano *1834 †1890 Cristina Cicogna Mozzoni | Elena *1835 †? Lazzaro Negrotto Cambiaso                               | Elena *1835 †? Lazzaro Negrotto Cambiaso                               | Camilla *1836 †1900 Genova Giovanni Thaon di Revel, conte dei marchesi di Sant'Andrea                                                                                           | Camilla *1836 †1900 Genova Giovanni Thaon di Revel, conte dei marchesi di Sant'Andrea                                                                                           | Beatrice *1837 †1878 Carlo Costanzo Bassi | Beatrice *1837 †1878 Carlo Costanzo Bassi | Filippo *1839 †1894 Angela Rost                                                         | Filippo *1839 †1894 Angela Rost | Giuseppe *1845 †1917 1.Maria Caterina Nicoletta Negrotto Cambiaso 2.Albertina Verklairer | Giuseppe *1845 †1917 1.Maria Caterina Nicoletta Negrotto Cambiaso 2.Albertina Verklairer | Tommaso *1847 †1925 1.Maria Luigia Pindemonte Rezzonico 2.Adelaide Melzi d'Eril         | Tommaso *1847 †1925 1.Maria Luigia Pindemonte Rezzonico 2.Adelaide Melzi d'Eril         |                                       |
|                         |                                    | | | | | | |                                                                                                |                                                                                                |                                                                        |                                                                        | | |                                           |                                           |                                                                                         |                                 |                                                                                          |                                                                                          |                                                                                         |                                                                                         |                                       |
|                         |                                    | | | | | | |                                                                                                |                                                                                                |                                                                        |                                                                        | | |                                           |                                           |                                                                                         |                                 |                                                                                          |                                                                                          |                                                                                         |                                                                                         |                                       |
|                         |                                    | | | | | Carlo, VIII marchese di Cislago, II principe di Montignano *1857 †1907 Maria Angela Cavazzi della Somaglia | Carlo, VIII marchese di Cislago, II principe di Montignano *1857 †1907 Maria Angela Cavazzi della Somaglia | Alberto Francesco *1859 †1939 Maria Graziella Alemagna                                         | Alberto Francesco *1859 †1939 Maria Graziella Alemagna                                         | Costanzo *1860 †1927 senza eredi                                       | Costanzo *1860 †1927 senza eredi                                       | | |                                           |                                           |                                                                                         |                                 |                                                                                          |                                                                                          | Emanuele Castelbarco Pindemonte Rezzonico *1884 †1964 1.Ercolina Erba 2.Wally Toscanini | Emanuele Castelbarco Pindemonte Rezzonico *1884 †1964 1.Ercolina Erba 2.Wally Toscanini |                                       |
|                         |                                    | | | | | | |                                                                                                |                                                                                                |                                                                        |                                                                        | | |                                           |                                           |                                                                                         |                                 |                                                                                          |                                                                                          |                                                                                         |                                                                                         |                                       |
|                         |                                    | | | | | | |                                                                                                |                                                                                                |                                                                        |                                                                        | | |                                           |                                           |                                                                                         |                                 |                                                                                          |                                                                                          |                                                                                         |                                                                                         |                                       |
|                         |                                    | Cesare Castelbarco Albani, IX marchese di Cislago, III principe di Montignano *1896 †1970 Maria Rosaria Visconti di Modrone | Cesare Castelbarco Albani, IX marchese di Cislago, III principe di Montignano *1896 †1970 Maria Rosaria Visconti di Modrone | Giovanna *1897 †1962 Francesco Cicogna Mozzoni, XII conte di Terdobbiate                                      | Giovanna *1897 †1962 Francesco Cicogna Mozzoni, XII conte di Terdobbiate                                      | Elena *1898 †1991 Fabio Sanminiatelli, conte Sanminiatelli                                                 | Elena *1898 †1991 Fabio Sanminiatelli, conte Sanminiatelli                                                 | Francesco *1900 †1979 Maria Graziella Masetti da Bagnano                                       | Francesco *1900 †1979 Maria Graziella Masetti da Bagnano                                       | Guglielmo *1901 †1975 Archinta Maria Archinto, VIII marchesa di Parona | Guglielmo *1901 †1975 Archinta Maria Archinto, VIII marchesa di Parona | | |                                           |                                           |                                                                                         |                                 |                                                                                          | Luigi *1909 †1994 1.Luciana Peperle degli Azzoni 2.Elisabetta Ceschi a Santa Croce       | Luigi *1909 †1994 1.Luciana Peperle degli Azzoni 2.Elisabetta Ceschi a Santa Croce      | Carlo *1911 †1988 Anna Maria Lombardo                                                   | Carlo *1911 †1988 Anna Maria Lombardo |
|                         |                                    | | | | | | |                                                                                                |                                                                                                |                                                                        |                                                                        | | |                                           |                                           |                                                                                         |                                 |                                                                                          |                                                                                          |                                                                                         |                                                                                         |                                       |
|                         |                                    | | | | | | |                                                                                                |                                                                                                |                                                                        |                                                                        | | |                                           |                                           |                                                                                         |                                 |                                                                                          |                                                                                          |                                                                                         |                                                                                         |                                       |
| Simonetta *1923 †1964 ? | Simonetta *1923 †1964 ?            | Anna Maria *1925 †2003 Stefano Paulucci delle Roncole                                                                       | Anna Maria *1925 †2003 Stefano Paulucci delle Roncole                                                                       | Carlo Guido, X marchese di Cislago, IV principe di Montignano *1926 †2005 Laura Anna Gropallo della Sforzesca | Carlo Guido, X marchese di Cislago, IV principe di Montignano *1926 †2005 Laura Anna Gropallo della Sforzesca | | |                                                                                                |                                                                                                |                                                                        |                                                                        | | |                                           |                                           |                                                                                         |                                 |                                                                                          |                                                                                          |                                                                                         |                                                                                         |                                       |
|                         |                                    | | | | | | |                                                                                                |                                                                                                |                                                                        |                                                                        | | |                                           |                                           |                                                                                         |                                 |                                                                                          |                                                                                          |                                                                                         |                                                                                         |                                       |
|                         |                                    | | | | | | |                                                                                                |                                                                                                |                                                                        |                                                                        | | |                                           |                                           |                                                                                         |                                 |                                                                                          |                                                                                          |                                                                                         |                                                                                         |                                       |
|                         |                                    | Cesare, XI marchese di Cislago, V principe di Montignano *1952 †2024 Ricciarda Mattioli                                     | Cesare, XI marchese di Cislago, V principe di Montignano *1952 †2024 Ricciarda Mattioli                                     | | | Marcello. XII marchese di Cislago, VI principe di Montignano *1954 Letizia Mattioli                        | Marcello. XII marchese di Cislago, VI principe di Montignano *1954 Letizia Mattioli                        |                                                                                                |                                                                                                |                                                                        |                                                                        | | |                                           |                                           |                                                                                         |                                 |                                                                                          |                                                                                          |                                                                                         |                                                                                         |                                       |
|                         |                                    | | | | | | |                                                                                                |                                                                                                |                                                                        |                                                                        | | |                                           |                                           |                                                                                         |                                 |                                                                                          |                                                                                          |                                                                                         |                                                                                         |                                       |
|                         |                                    | | | | | | |                                                                                                |                                                                                                |                                                                        |                                                                        | | |                                           |                                           |                                                                                         |                                 |                                                                                          |                                                                                          |                                                                                         |                                                                                         |                                       |
|                         | Laura *1984 Carlo Vasiliy Piacenza | Laura *1984 Carlo Vasiliy Piacenza                                                                                          | Barbara *1986 ? | Barbara *1986 ?                                                                                               | Maurizio Carlo *1983 ?                                                                                        | Maurizio Carlo *1983 ?                                                                                     | Rosa *1986 Jos Bendinelli Negrone Pareto-Spinola di Roccaforte                                             | Rosa *1986 Jos Bendinelli Negrone Pareto-Spinola di Roccaforte                                 |                                                                                                |                                                                        |                                                                        | | |                                           |                                           |                                                                                         |                                 |                                                                                          |                                                                                          |                                                                                         |                                                                                         |                                       |

## Simbologia e araldica
| Stemma | Data e Blasonatura |
|        | Stemma dei Castelbarco di Milano Inquartato: nel 1° e 4° di rosso al leone di argento, coronato d'oro; nel 2° e 3° d’argento, alla biscia viscontea; sopra il tutto, d'oro, all'aquila bicipite spiegata di nero, cimata delle lettere F III, di nero; e il capo dello scudo di rosso, al leone d'argento, coronato d'oro. |

### Specifici
- Elisabetta Castelbarco, I Castelbarco ed il Trentino, Mori, 2004.
- Rocco Catterina, I signori di Castelbarco: ricerche storiche (PDF), rist. Mori (TN), La grafica anastatica, Camerino, Tipografia Savini, 1982  [1900].
- A. Conci, La vita familiare dei signori di Castelbarco, in Nuovo archivio veneto, 1921.
- Gian Luigi Falabrino, Storia della famiglia Castelbarco, Milano, Viennepierre, 2008.
- Walter Landi, I Castelbarco nel Trecento e nel Quattrocento: apogeo e disfacimento di una signoria di valle, in Marco Bettotti e Gian Maria Varanini (a cura di), La signoria rurale nell’Italia del tardo medioevo. 6 Le signorie trentine, Firenze University Press, 2023, ISBN 979-12-215-0095-0.
- Walter Landi, Castelbarco (PDF), in Federico del Tredici (a cura di), La signoria rurale nell’Italia del tardo medioevo: 5. Censimento e quadri regionali, Firenze University Press, 2021,  pp. 361-371, ISBN 978-88-3293-579-0.
- L. Perini, Castelbarco di Martarello, Rovereto, 1930.
- Silvino Pilati, I Castelbarco signori di Gresta, in San Marco, IV, 1912,  pp. 81-104.
- Vittorio Spreti, Castelbarco Albani Visconti Simonetta, in Enciclopedia storico nobiliare italiana, II, Bologna, 1969  [1928-1932],  pp. 361-363.

### Consultazione
- Renato Bazzoni, Il castello di Sabbionara d'Avio, Sesto San Giovanni, 1900.
- Enrico Castelnuovo, Gian Maria Varanini; Renato Bazzoni; Francesca d'Arcais; Serenella Castri, Castellum Ava. Il castello di Avio e la sua decorazione pittorica, Trento, Temi editrice, 1987.
- Luigina Chiusole, Castelli lagarini alla destra dell’Adige, Trento, 1980.
- R. Colbacchini, Il Trentino fra Trecento e Quattrocento, in Le vie del Gotico, Trento, 2002.
- A. Less, Gardumo Val di Gresta, Mori, 1981.
- Claudio Tartari, La storia di Vaprio d'Adda: v. 3 (1536-1796), Vaprio d'Adda, 1998.